# Alfa Romeo Giulietta (1954)
Alfa Romeo Giulietta – samochód osobowy klasy kompaktowej produkowany przez włoską markę Alfa Romeo w latach 1954−1965.

## Historia modelu

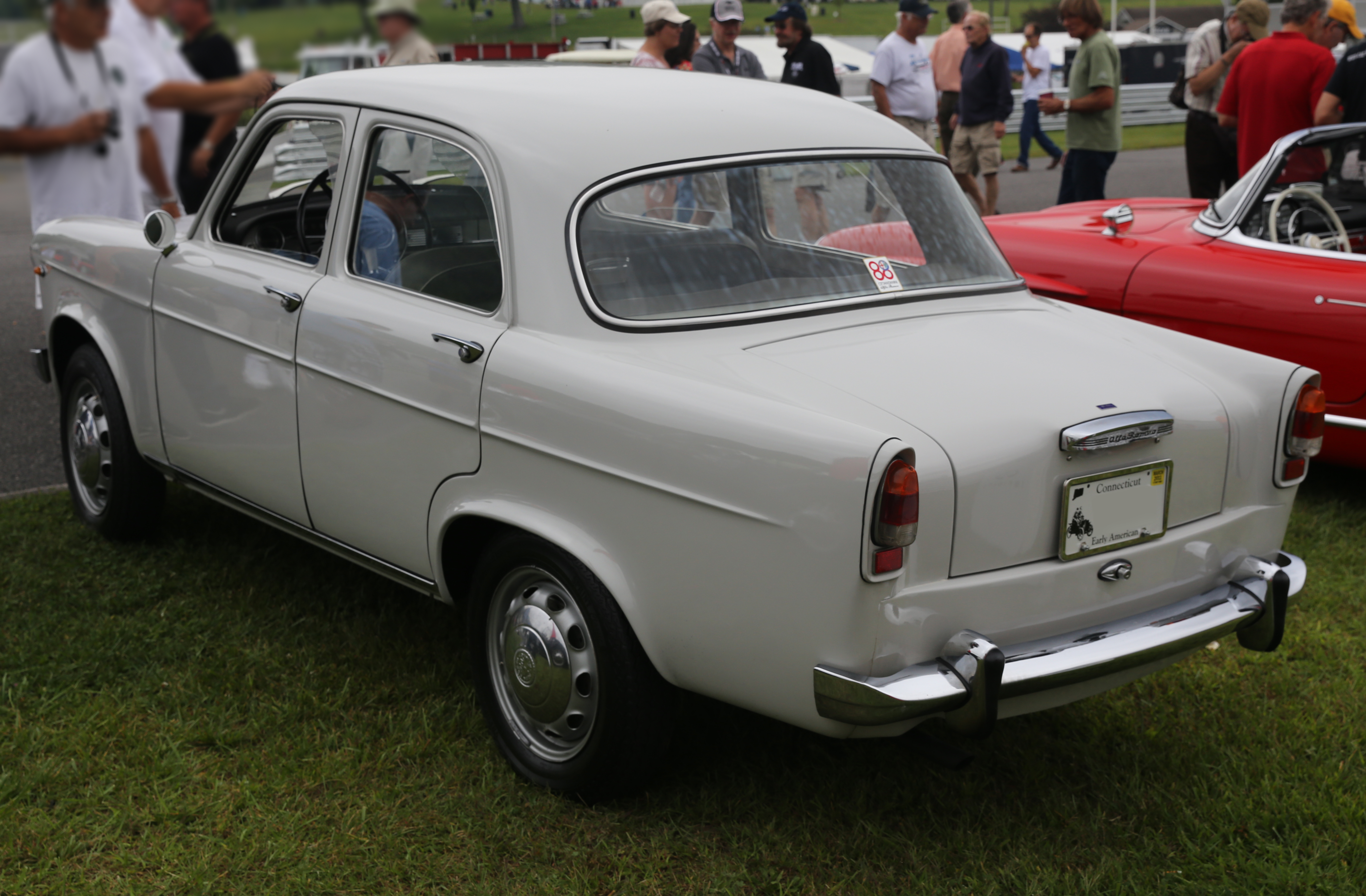
Alfa Romeo Giulietta - tył

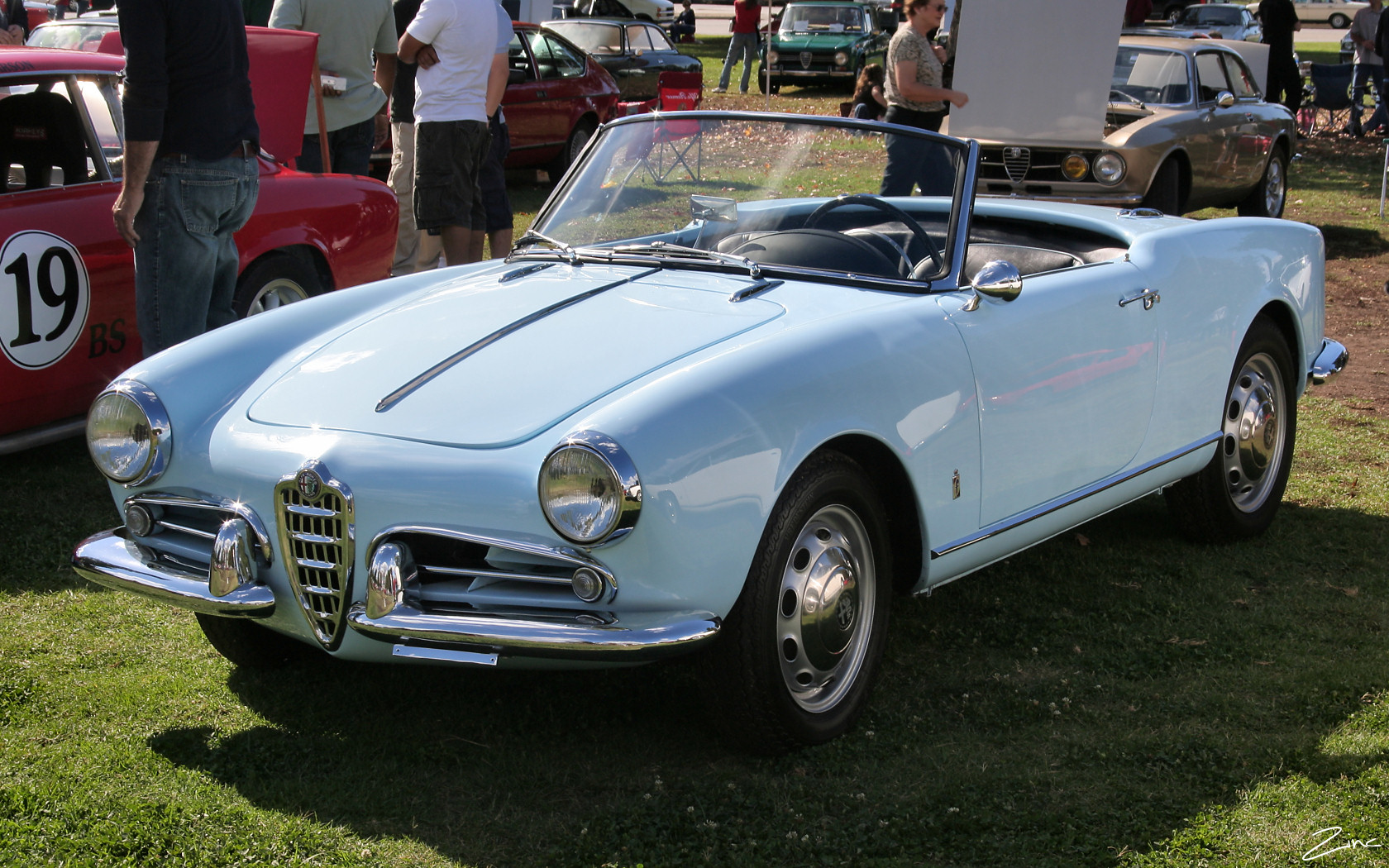
Alfa Romeo Giulietta Spider

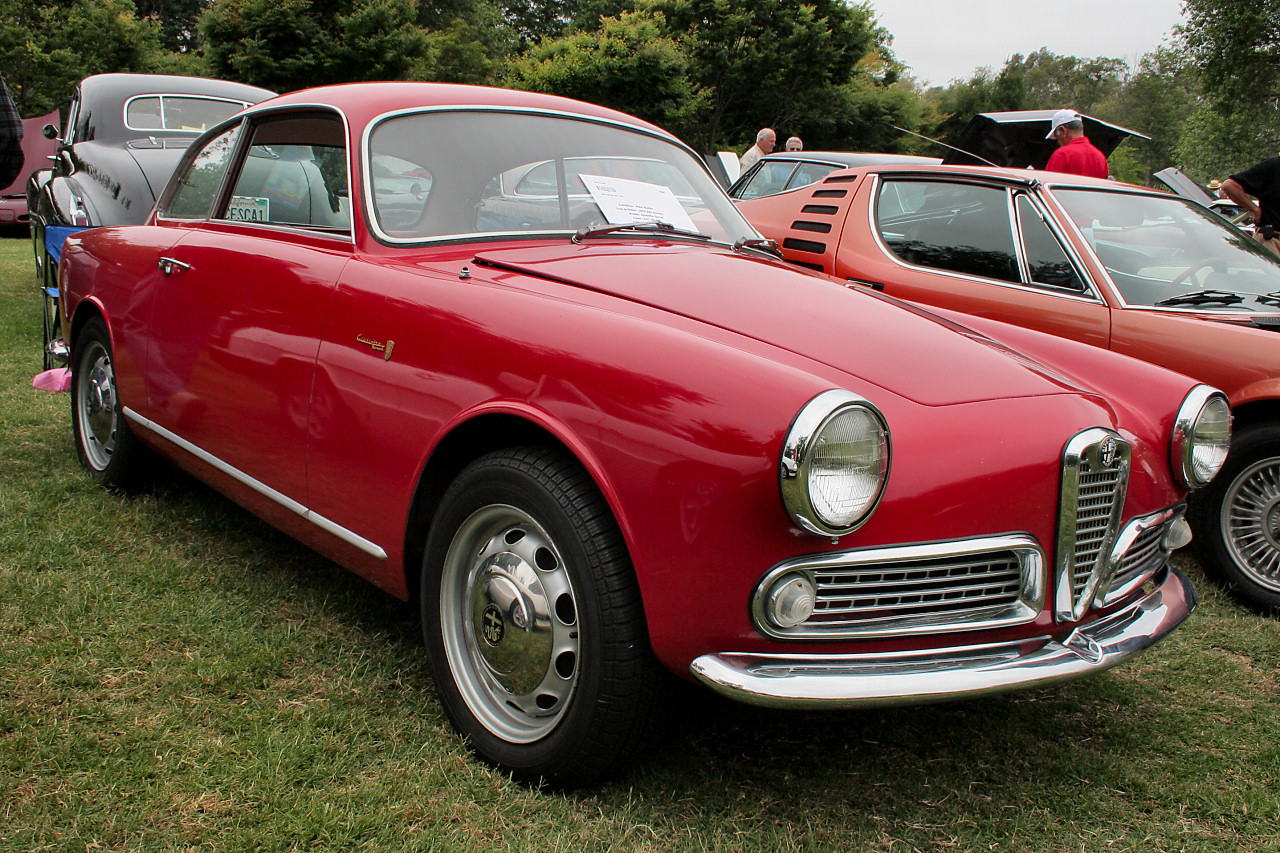
Alfa Romeo Giulietta Sprint

Jako pierwsza do produkcji w 1954 roku trafiła wersja coupé zwana Giulietta Sprint, produkowana w Grugliasco przez firmę Bertone. Od wiosny 1955 roku w Portello produkowano model sedan zwany Berlina. Od połowy 1955 roku w San Giorgio Canavese firma Pininfarina produkowała kabriolet pod nazwą Giulietta Spider, która to stała się symbolem włoskiego La Dolce Vita lat 50. W latach 1960–1963 w East London w Południowej Afryce produkowano model Giulietta T.I.
Giulietta SZ to samochód z 1960 roku (być może powstawał w latach 1959-1963), produkowany przez Zagato dla firmy  Alfa Romeo z wykorzystaniem jej podzespołów. Auto jest wyposażone w aluminiowe nadwozie od Zagato i krótkie podwozie wersją Alfa Romeo Giulietta Coupé. Zmniejszając jego wagę i zwiększając moc, Alfa stworzyła coupé dobrze się sprawujące w wyścigach klasy 1300 cm³ i rajdach rozgrywanych na początku lat 60.
Niektóre odmiany produkowała w małych seriach włoska firma stylistyczna Zagato.

### Silnik (Giulietta Sprint)
- R4 1,3 l (1290 cm3), DOHC[1]
- Układ zasilania: dwugardzielowy gaźnik Weber[1]
- Średnica cylindra × skok tłoka: 74,00 mm × 75,00 mm[1]
- Stopień sprężania: b.d.
- Moc maksymalna: 80 KM przy 6300 obr./min[1]
- Maksymalny moment obrotowy: b.d.

### Osiągi (Giulietta Sprint)
- Przyspieszenie 0-80 km/h: b.d.
- Przyspieszenie 0–100 km/h: b.d.
- Prędkość maksymalna: 161 km/h[1]